# هانس گئورگ کراوس
هانس گئورگ کراوس (انگلیسی: Hans-Georg Kraus; ۲۵ اکتبر ۱۹۴۹ – ۲۵ ژوئیهٔ ۲۰۲۰) بازیکن فوتبال اهل آلمان بود.
از باشگاه‌هایی که در آن بازی کرده‌است می‌توان به باشگاه فوتبال فورتونا دوسلدورف اشاره کرد.